# Торе (Фиренца)
Торе је насеље у Италији у округу Фиренца, региону Тоскана.
Према процени из 2011. у насељу је живело 450 становника. Насеље се налази на надморској висини од 30 м.